# 天主教伊尼里達宗座代牧區
天主教伊尼里達宗座代牧區（拉丁語：Vicariatus Apostolicus Iniridanus）是哥倫比亞一個羅馬天主教宗座代牧區，直屬教廷。1996年11月30日成立。
代牧區位於瓜伊尼亞省，教座位於首府伊尼里達。2010年有教友10,200人（佔轄區總人口34.0%）、五個堂區、十三名司鐸。現任宗座代牧為何塞利托·卡莱诺·奎诺内兹，領 Paria in Proconsolare教區銜。